# Benjamin Leigh Smith
Pour les articles homonymes, voir Benjamin Smith et Smith.
Benjamin Leigh Smith est un explorateur arctique britannique, né le 12 mars 1828 à Whatlington (Sussex) et mort le 4 janvier 1913 à Hampstead.

## Biographie
Avocat, il se spécialise dans la défense des droits des femmes puis abandonne le droit pour se consacrer à l'exploration. Il effectue ainsi de 1871 à 1882 cinq grandes expéditions dans l'archipel François-Joseph et au Svalbard. Il découvre en 1872 que le Gulf Stream passe le long des côtes sud-ouest du Spitzberg à la rencontre des mers du Groenland et de Norvège. En 1881, il fait naufrage sur l'île Northbrook au cap Flora et doit ainsi y demeurer avec son équipage pendant dix mois. Il complète alors la carte de Julius von Payer. D'abord repérés par le William Barentz de Marin Henri Jansen, les hommes parviennent à quitter l'île en chaloupe et sont secourus par Allen Young près des côtes de la Nouvelle-Zemble.
Leigh Smith découvrit au Svalbard de nombreuses îles dont Brochøya et Foynøya. Il ramena de ses voyages de nombreux échantillons conservés  au British Museum et au Royal Botanic Gardens.
L'île Leigh-Smith de l'archipel François-Joseph, près de l'île Hooker, a été baptisée en son honneur ainsi que deux glaciers du Svalbard.
Il est l'oncle de Florence Nightingale.

### Brève rencontre avecConan Doyle
Le très jeune et très sportif Conan Doyle (21 ans en 3e année de médecine et tout juste majeur), plus tard célèbre pour ses romans policiers et son détective Sherlock Holmes, avait embarqué pour une campagne de chasse à la baleine et au phoque durant l'été 1880 à bord du Hope , un baleinier de Peterhead commandé par le Capitaine Gray. ce fut une expérience mémorable qu'il jugea très formatrice et très positive . Les 11 et 12 juillet 1880 le Hope se trouva dans les mêmes parages que l'Eira, le nouveau yacht arctique de Leigh Smith construit dans le même chantier écossais.
Comme c'était l'usage, il y eut un échange de bons procédés et des invitations entre les deux États Majors des navires, accompagné d'un repas nettement plus raffiné que l'ordinaire du navire baleinier.
Voici un extrait du journal de bord de Conan Doyle : « Le navire... est le nouveau yacht d'exploration de Leigh Smith, L'Eira. Il va tenter le pôle si la glace est favorable, ce qui n'est pas le cas et quoi qu'il arrive, explorer la terre de François Joseph et chasser le renne. C'est un gentleman solitaire, un célibataire avec 8 000 livres par an qui a pris le Spitzberg pour femme. Quand nos navires ont été proches nous avons salué la petite Eira avec les pavillons et trois hourras qui nous ont été retournés... Lundi 12 juillet ... Ancrés à un floe avec l' Eclipse (autre baleinier, commandé par le frère du Capitaine Gray). Déposé notre gouvernail endommagé par la glace. Par ailleurs l' Eira nous a apporté notre courrier... reçu une lettre très gaie de Lottie... surpris d'apprendre que les Libéraux sont au pouvoir, un peu dégoûté aussi. Invité à dîner à bord de L' Eclipse en compagnie de Leigh-Smith et de sa bande. Servi de la fausse soupe à la Tortue, un rôti de bœuf frais avec des pommes de terre, des haricots verts en sauce , du pudding, des crêpes à la confiture et pour finir du vin et des cigares. Un menu très respectable pour un baleinier. Suis allé à bord de l'Eira après cela. Encore des cigares et du champagne Revenu à bord à midi après une photographie de groupe. Ils sont arrivés via Jan Mayen et ont vu des milliers de phoques à capuchon. J'espère que nous pourrons leur donner la chasse ».
La suite de l'expédition de l'Eira devait être plus dramatique : l'élégant yacht fut écrasé par les glaces, contraignant son équipage à un hivernage de plus d'un an dans les glaces. Son épave a été découverte par une récente expédition Les archipels arctiques 2017 au large de l'île Northbrook grâce au sonar très perfectionné du navire océanographique Alter Ego.

## Œuvre
- Expéditions polaires, 1880